# Abendmahlsmarke

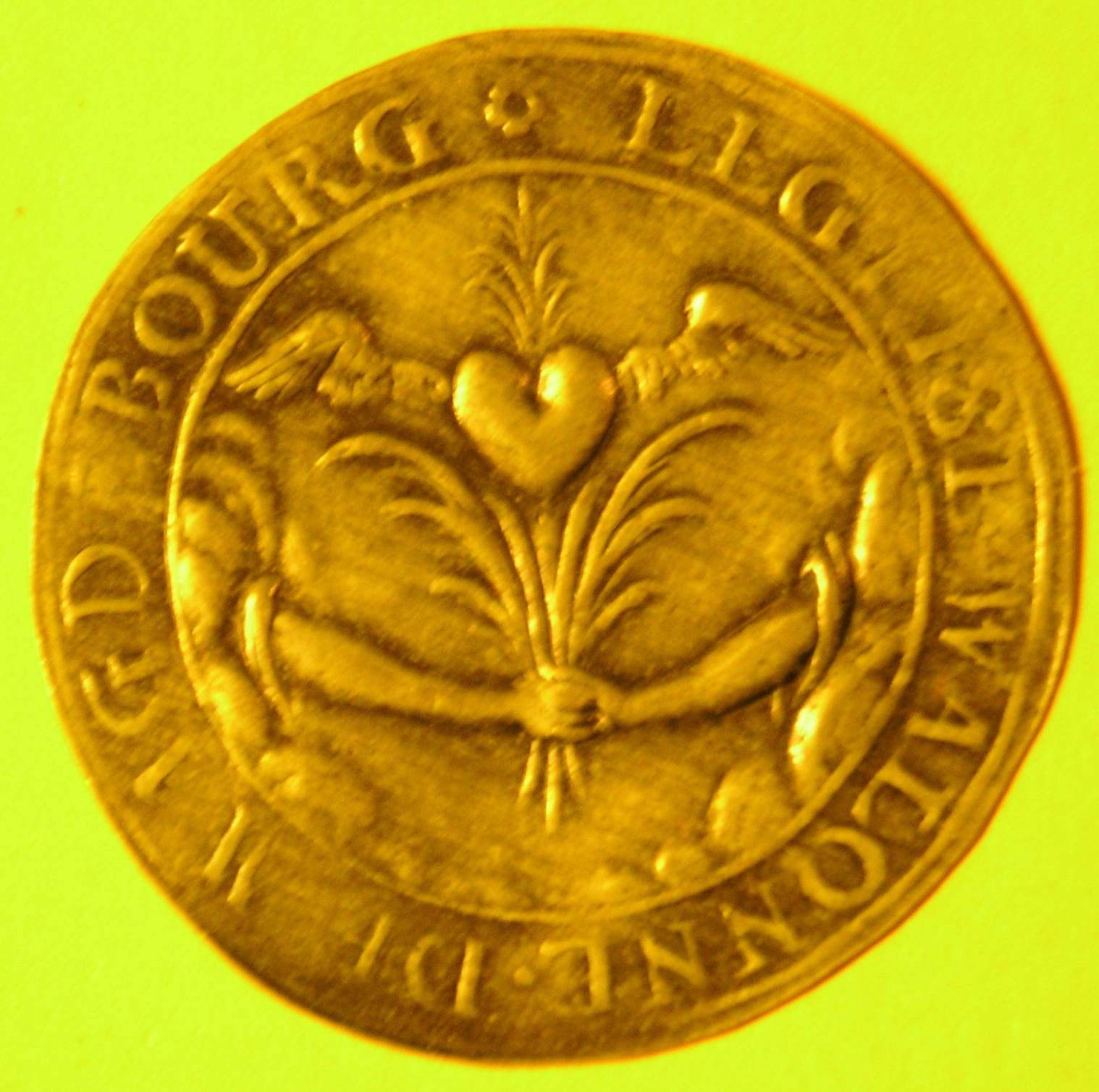
Abendmahlsmarke der wallonischen Gemeinde in Magdeburg

Abendmahlsmarken (französisch méreaux, englisch communion tokens, niederländisch avondmaalsloodje) waren Jetons aus Blei, Messing oder Kupfer, die zur Teilnahme am (reformierten) Abendmahl berechtigten.

## Geschichte
Weltweit wurden in reformierten Kirchen bis in das 19. Jahrhundert Abendmahlsmarken für die Zulassung zum Abendmahl benutzt. Jean Calvin und Pierre Viret hatten in Genf 1560 zunächst vergeblich versucht, die Abendmahlsmarken einzuführen. Im Rahmen der Kirchenzuchtmaßnahmen sollten sie unwürdige Gemeindemitglieder von der Feier des Abendmahls ausschließen nach (1 Kor 11,28 ): „Der Mensch prüfe sich selbst, und so esse er von diesem Brot und trinke aus diesem Kelch“.
Doch bereits ab 1561 gab es die Marken in vielen französisch-reformierten Gemeinden in Genf und in Südfrankreich. Auch in den Niederlanden, England, Irland und insbesondere in Schottland kamen sie in Gebrauch. Als Mittel der Kirchenzucht wurden sie unverzichtbar und gehörten zum verbindlichen Christsein. Sie verbreiteten sich weltweit und kamen u. a. nach Kanada, Australien, Neuseeland und in die USA.
Auch die hugenottischen Flüchtlinge (Réfugiés) benutzten Abendmahlsmarken, als sie nach der Aufhebung des Edikts von Nantes (1685) u. a. in deutsche Territorien kamen. In den neu gegründeten französisch-reformierten Flüchtlingsgemeinden gehörten sie zur verbindlichen Abendmahlspraxis. Die Abendmahlsmarken dienten dabei auch zur Abwehr von Fremden.

## Abendmahlsmarken in französisch-reformierten Gemeinden in Deutschland

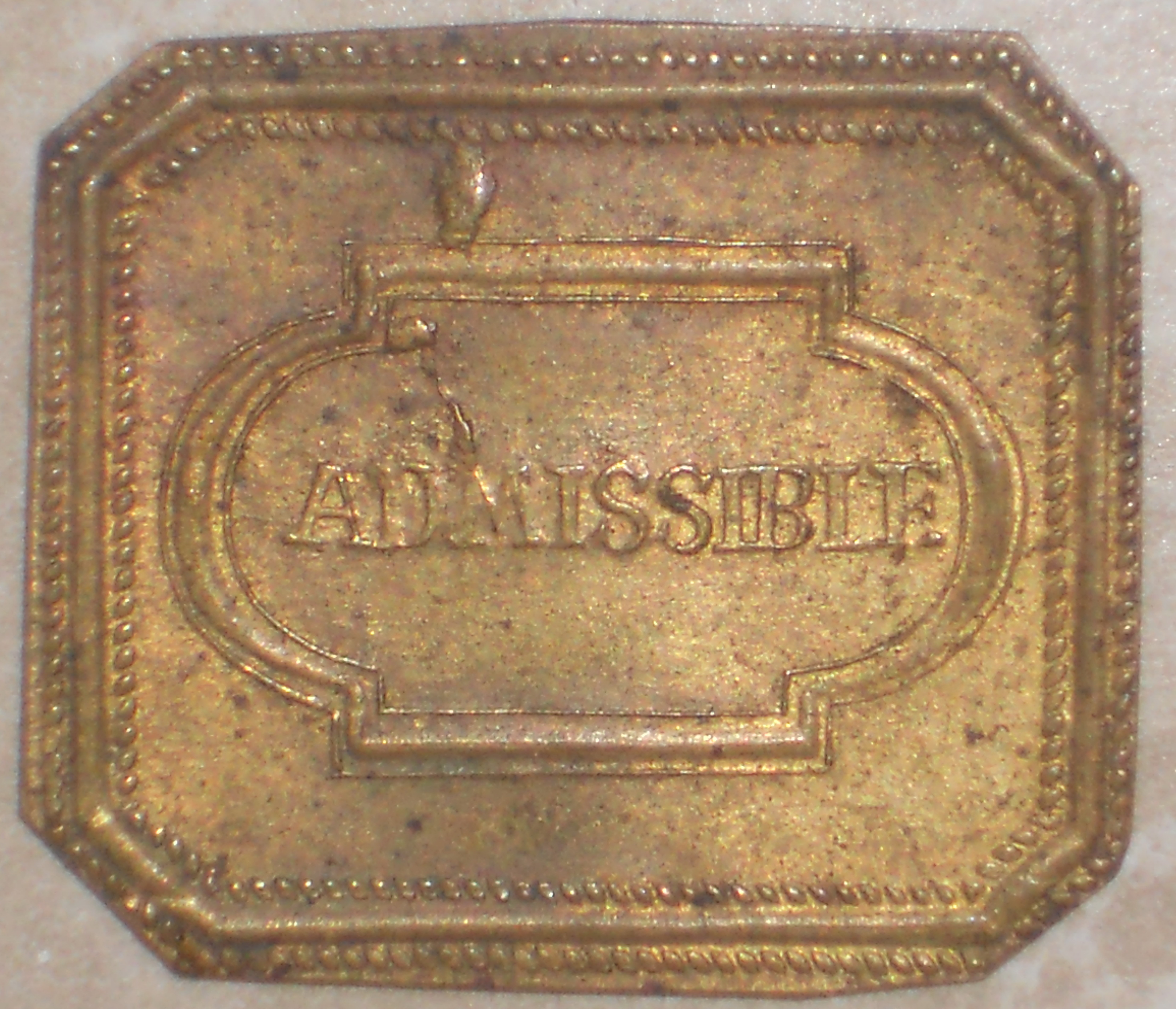
Abendmahlsmarke der französisch-reformierten Gemeinde Berlin

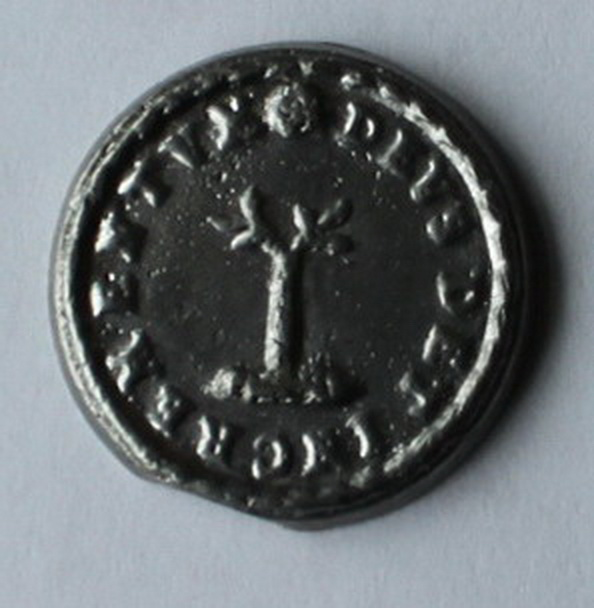
Abendmahlsmarke der französisch-reformierten Gemeinde in Leipzig

Im deutschen Refuge von Hugenotten und Waldensern halfen die Abendmahlsmarken auch beim Zählen der Abendmahlsgäste, wie es nach der Kirchenordnung vorgesehen war.
Das reformierte Abendmahl fand in der Regel viermal im Jahr, Weihnachten, Ostern, Pfingsten und am ersten Septembersonntag statt. Zuvor wurde bei Hausbesuchen durch Pfarrer oder Kirchenälteste die Teilnahmeberechtigung der Gemeindeglieder am Abendmahl festgestellt. Vor der Abendmahlsfeier verteilten die anciens (Kirchenältesten) die Abendmahlsmarken und sammelten sie nach dem Empfang von Brot und Wein wieder ein. Mit der Ausgabe der Abendmahlsmarken war eine Spende verbunden, die den Armen der Gemeinden zugutekam.
Nach der Zeit der Aufklärung in Philosophie und Theologie verloren das Abendmahl und die damit verbundene strenge Kirchenzucht in den reformierten Gemeinden ihre ursprüngliche Bedeutung. Deshalb konnte hinfort auf die Verwendung der Marken verzichtet werden. Restexemplare blieben in einigen Gemeinden erhalten, z. B. in Angermünde, Berlin, Dresden, Erlangen, Halberstadt, Königsberg, Leipzig, Magdeburg und Schwedt.

## Abendmahlsmarken in deutsch-reformierten und lutherischen Gemeinden in Deutschland
In einigen deutsch-reformierten und in wenigen deutsch-lutherischen Gemeinden konnte der Gebrauch von Abendmahlsmarken nachgewiesen werden. Relativ verbreitet waren sie in den deutsch-reformierten Gemeinden des Rheinlands, wo sie als „Loodjes“ in Anlehnung an niederländischen Sprachgebrauch bekannt wurden. Sie waren u. a. in Köln, Düsseldorf und in der Region um Kleve Bestandteil der Abendmahlspraxis. Abendmahlsmarken gab es auch in ostdeutschen Gemeinden in Breslau und besonders zahlreich in Danzig.

## Gestaltung der Abendmahlsmarken
Die Abendmahlsmarken wurden in der Regel in einer Zinn-Blei-Legierung gegossen oder aus dünnem Messing- oder Kupferblech geprägt. Gussformen sind aus den französisch-reformierten Gemeinden in Erlangen und Leipzig bekannt. Blechmarken mit einseitiger Prägung waren in Berlin und in den Hugenottengemeinden in der Uckermark im Einsatz.
Sie zeigten als Umschrift oft den Namen der Gemeinde. Als Emblem finden sich gelegentlich Elemente des Gemeindesiegels oder Symbole aus der Ikonographie des Abendmahls wie Brot und Kelch oder Weinblätter und Trauben. Eine Taube mit dem Ölblatt in Erlangen und Magdeburg untermalt den Versöhnungscharakter des Abendmahls. Das Lamm mit der Siegesfahne in Göttingen und Danzig erinnert an den im Abendmahl gegenwärtig geglaubten auferstandenen Christus. In Berlin und in anderen französisch-reformierten Gemeinden hatten achteckige Messingmarken nur die Aufprägung „ADMISSIBLE“ (zugelassen).

## Abendmahlsmarken in deutschen Museen
Abendmahlsmarken befinden sich im Deutschen Hugenotten-Museum in Bad Karlshafen und im Hugenotten-Museum in Berlin. Einzelne Marken werden in örtlichen Museen aufbewahrt, z. B. im Ehm-Welk- und Heimatmuseum Angermünde sowie im Kulturhistorischen Museum in Prenzlau.